# Hellisheiði-Kraftwerk
Das Hellisheiði-Kraftwerk (isl. Hellisheiðarvirkjun) ist ein Geothermalkraftwerk auf der Hochebene Hellisheiði im Südwesten Islands. Es liegt im Gebiet des Vulkansystems Hengill zwischen Reykjavík und Hveragerði.
Aus 50 Bohrungen, die bis 2200 Meter tief sein können, wird heißes Wasser und Dampf gewonnen. Das Kraftwerk erzeugt daraus Elektrizität und warmes Wasser, das nach Reykjavík gepumpt wird.

## Entwicklung
Seit 2006 wurden mit zwei 45-MW-Turbinen elektrische Energie erzeugt. Im Jahr darauf vergrößerte eine Niederdruckturbine die Leistung um 33 MW. Im Jahr 2008 wurde das Gebiet am Skarðsmýrarfjall erschlossen und zwei weitere Turbinen mit 45 MW angeschlossen. Seit 2010 wird heißes Wasser geliefert. Mit zwei zusätzlichen 45-MW-Turbinen können seit 2011 über 300 MW elektrische Energie erzeugt werden.
Mit dem heißen Wasser sollen zusätzliche 400 MW Erdwärme genutzt werden.
Zum Kraftwerk gehört ein Informationszentrum für geothermale Energie.

## CO2-Speicherung
Im Jahr 2006 wurde auf dem Gelände des Hellisheiði-Kraftwerks das CarbFix Projekt gestartet. Ursprünglich initiiert von den Gründungspartnern Reykjavik Energy, Universität Island, Centre national de la recherche scientifique und Earth Institute der Columbia University, umfasst das Projekt mittlerweile auch weitere Partner wie Amphos 21, Climeworks und die Universität Kopenhagen. Im Rahmen des CarbFix Projektes werden CO2 und andere saure Gase aus Emissionsquellen oder direkt aus der Umgebungsluft aufgefangen (DAC) und dauerhaft als Gestein im Untergrund gespeichert (DACCS). Die Sauergase werden in den Untergrund gepumpt, wo sie mit dem dort vorhandenen Basalt reagieren und durch natürliche Prozesse selbst zu Karbonaten versteinern. CarbFix wird von der Europäischen Union im Rahmen der Forschungsprogramme RP7 und Horizont 2020 unterstützt.
Im Oktober 2017 wurde auf dem Gelände des Kraftwerks eine von der Schweizer Firma Climeworks entwickelte Pilotanlage zur CO2-Speicherung aus der Umgebungsluft in Betrieb genommen. Climeworks filtert dort das CO2 direkt aus der Umgebungsluft, welches anschließend mineralisiert und somit permanent aus der Atmosphäre entfernt wird.